# بيتر كوبر (صحفي)
بيتر كوبر (بالإنجليزية: Peter Cooper)‏ هو صحفي بريطاني، ولد في 1 أغسطس 1960.